# A1 Team Korea
Das A1 Team Korea (engl. Stilisierung: A1Team.Korea) war das südkoreanische Nationalteam in der A1GP-Serie.

## Geschichte
Das A1 Team Korea wurde von Jung-yong „Joshua“ Kim gegründet; als Rennstall fungierte von Beginn an das britische Team Carlin Motorsport.
Das Team nahm in der vierten Saison zum ersten Mal an der Serie teil und konnte bereits am Auftaktwochenende in Zandvoort mit einem siebten Platz im Hauptrennen durch Hwang Jin-woo sein erstes Punkteresultat erzielen. Nachdem technische Probleme eine Teilnahme an den Rennen in Sepang verhinderten, trat das Team nicht mehr in Erscheinung. Als offizielle Begründung wurde eine Umstrukturierung des Teams angegeben. Die erzielten vier Punkte bedeuteten am Ende den 19. Gesamtplatz.
Das A1 Team Korea hat an drei Rennwochenenden der A1GP-Serie teilgenommen.

## Fahrer
Das A1 Team Korea setzte an Rennwochenenden ausschließlich Hwang Jin-woo ein.

### Übersicht der Fahrer
| Fahrer        | RG | SR | HR | RS | 1. Pl.  | 2. Pl.  | 3. Pl.  | PP | SRR | Pkt. |
| ------------- | -- | -- | -- | -- | ------- | ------- | ------- | -- | --- | ---- |
| Hwang Jin-woo | 5  | 3  | 2  | 2  | 0 (0/0) | 0 (0/0) | 0 (0/0) | 0  | 0   | 4    |

Legende: RG = Rennen gesamt; SR = Sprintrennen; HR = Hauptrennen; RS = Rookie-Sessions; PP = Pole-Position; SRR = schnellste Rennrunde

## Ergebnisse
| Saison  | 1         | 1         | 2       | 2       | 3       | 3      | 4     | 4     | 5       | 5       | 6       | 6       | 7         | 7         | Rang | Punkte |
| ------- | --------- | --------- | ------- | ------- | ------- | ------ | ----- | ----- | ------- | ------- | ------- | ------- | --------- | --------- | ---- | ------ |
| 2008/09 | Zandvoort | Zandvoort | Chengdu | Chengdu | Sepang  | Sepang | Taupo | Taupo | Kyalami | Kyalami | Algarve | Algarve | Brands H. | Brands H. | 19.  | 4      |
| 2008/09 | 14 HWA    | 7 HWA     | 19 HWA  | 17 HWA  | DNS HWA |        |       |       |         |         |         |         |           |           | 19.  | 4      |

| Legende  | Legende            | Legende                                                          |
| Farbe    | Abkürzung          | Bedeutung                                                        |
| -------- | ------------------ | ---------------------------------------------------------------- |
| Gold     | –                  | Sieg                                                             |
| Silber   | –                  | 2. Platz                                                         |
| Bronze   | –                  | 3. Platz                                                         |
| Grün     | –                  | Platzierung in den Punkten                                       |
| Blau     | –                  | Klassifiziert außerhalb der Punkteränge                          |
| Violett  | DNF                | Rennen nicht beendet (did not finish)                            |
| Violett  | NC                 | nicht klassifiziert (not classified)                             |
| Rot      | DNQ                | nicht qualifiziert (did not qualify)                             |
| Rot      | DNPQ               | in Vorqualifikation gescheitert (did not pre-qualify)            |
| Schwarz  | DSQ                | disqualifiziert (disqualified)                                   |
| Weiß     | DNS                | nicht am Start (did not start)                                   |
| Weiß     | WD                 | zurückgezogen (withdrawn)                                        |
| Hellblau | PO                 | nur am Training teilgenommen (practiced only)                    |
| Hellblau | TD                 | Freitags-Testfahrer (test driver)                                |
| ohne     | DNP                | nicht am Training teilgenommen (did not practice)                |
| ohne     | INJ                | verletzt oder krank (injured)                                    |
| ohne     | EX                 | ausgeschlossen (excluded)                                        |
| ohne     | DNA                | nicht erschienen (did not arrive)                                |
| ohne     | C                  | Rennen abgesagt (cancelled)                                      |
| ohne     | keine WM-Teilnahme |                                                                  |
| sonstige | P/fett             | Pole-Position                                                    |
| sonstige | 1/2/3/4/5/6/7/8    | Punktplatzierung im Sprint-/Qualifikationsrennen                 |
| sonstige | SR/kursiv          | Schnellste Rennrunde                                             |
| sonstige | *                  | nicht im Ziel, aufgrund der zurückgelegten Distanz aber gewertet |
| sonstige | ()                 | Streichresultate                                                 |
| sonstige | unterstrichen      | Führender in der Gesamtwertung                                   |